# Agastache micrantha
Agastache micrantha là một loài thực vật có hoa trong họ Hoa môi. Loài này được (A.Gray) Wooton & Standl. mô tả khoa học đầu tiên năm 1913.